# Mike Sullivan (hockeista su ghiaccio 1992)
Michael Francis Sullivan (Toronto, 16 giugno 1992) è un ex hockeista su ghiaccio canadese naturalizzato italiano, di ruolo difensore.

## Palmarès

### Club
- Supercoppa italiana: 1

Asiago: 2015
- Alps Hockey League: 1

Asiago: 2017-2018

### Individuale
- Miglior Plus/Minus della Alps Hockey League: 1

2017-2018 (+32)